# Recebedores da Cruz de Cavaleiro da Cruz de Ferro: O
A Cruz de Cavaleiro da Cruz de Ferro (em alemão:  Ritterkreuz des Eisernen Kreuzes) foi a maior condecoração militar concedida pela Alemanha Nazi durante a Segunda Guerra Mundial. Era concedida a militares de todas as patentes, deste um soldado até um Marechal de Campo e por diversos motivos que incluíam os atos de bravura de um soldado em batalha, um piloto de caça por ter abatido um número significativo de aeronaves inimigas e o hábil comando das tropas durante a batalha. Os condecorados eram enaltecidos pela propaganda alemã, tendo eles recebido grande atenção por parte da publicidade. Eram vendidos, por exemplo, porta retratos com as fotos dos últimos condecorados. Eles ainda eram convidados a discursar aos trabalhadores das fábricas envolvidas no esforço de guerra.
Desde a sua primeira condecoração concedida no dia 30 de setembro de 1939, até a sua última condecoração no dia 17 de junho de 1945, ela foi entregue a 7321 soldados. O número de condecorados é baseado na análise da comissão dos Recebedores da Cruz de Cavaleiro (AKCR). Foi concedida para os três ramos da Wehrmacht: Heer (exército terrestre alemão), Luftwaffe (força aérea) e Kriegsmarine (marinha) além da Waffen-SS, Reichsarbeitsdienst (serviço de trabalho do Reich) e Volkssturm (milícia nacional). Além dos soldados alemães, a condecoração também foi concedida para 43 estrangeiros, aliados do Terceiro Reich.
Walther-Peer Fellgiebel, que foi o ex-presidente e chefe da comissão de ordem do AKCR, escreveu um livro no ano de 1986 onde listou os condecorados com a Cruz de Cavaleiro, intitulado: Die Träger des Ritterkreuzes des Eisernen Kreuzes 1939–1945 — Die Inhaber der höchsten Auszeichnung des Zweiten Weltkrieges aller Wehrmachtsteile — Os portadores da Cruz de Cavaleiro da Cruz de Ferro 1939-1945 - Os proprietários do maior prêmio da Segunda Guerra Mundial de todos os ramos da Wehrmacht. Lançou a segunda edição de seu livro no ano de 1996, onde retirou 11 condecorados da lista original. Já o autor e historiador Veit Scherzer lançou tem dúvida sobre a condecoração de 193 dos listados, a maioria destes condecorados no ano de 1945, quando os acontecimentos dos últimos dias do Terceiro Reich deixaram um número de indicações incompletas e até várias fases do processo de aprovação estavam incompletas. O livro escrito por Scherzer foi em cooperação com o Arquivo Federal da Alemanha. Este livro foi escolhido pelo professor Dr. Franz W. Seidler para a Universidade da Bundeswehr de Munique e Deutsche Dienststelle (WASt), sendo considerado como uma referência aceita nestes dois lugares.

## Criação
A Cruz de Cavaleiro da Cruz de Ferro e seus graus mais altos foram baseados em quatro diferentes decretos. O primeiro decreto Reichsgesetzblatt I S. 1573 de 1 de setembro de 1939 instituiu a Cruz de Ferro (Eisernes Kreuz) e Cruz de Cavaleiro da Cruz de Ferro e a Grande Cruz da Cruz de Ferro (Großkreuz des Eisernen Kreuzes). O segundo artigo do decreto especifica que para ser condecorado com uma classe superior deveria ser primeiramente condecorado com todas as classe precedentes. Com o progresso da guerra, alguns do condecorados foram se destacando, sendo necessária um novo grau da condecoração, sendo então instituído no dia 3 de junho de 1940 o decreto Reichsgesetzblatt I S. 849 que criou a Cruz de Cavaleiro da Cruz de Ferro com Folhas de Carvalho.
Foram criados no dia 28 de setembro de 1941 dois graus da Cruz de Cavaleiro com o decreto Reichsgesetzblatt I S. 613, a Cruz de Cavaleiro da Cruz de Ferro com Folhas de Carvalho e Espadas Ritterkreuz des Eisernen Kreuzes mit Eichenlaub und Schwertern e a Cruz de Cavaleiro da Cruz de Ferro com Folhas de Carvalho, Espadas e Diamantes Ritterkreuz des Eisernen Kreuzes mit Eichenlaub, Schwertern und Brillanten. No final de 1944 o último grau da Cruz de Cavaleiro, a Cruz de Cavaleiro da Cruz de Ferro com Folhas de Carvalho Douradas, Espadas e Diamantes Ritterkreuz des Eisernen Kreuzes mit goldenem Eichenlaub, Schwertern und Brillanten a condecoração foi criada com o decreto Reichsgesetzblatt 1945 I S. 11 de 29 de dezembro de 1944.

## Condecorados
Aqui estão listados 82 condecorados com a Cruz de Cavaleiro da Cruz de Ferro da Wehrmacht e Waffen-SS, cujos sobrenomes se iniciam com a letra "O", estando ordenados em ordem alfabética pelo sobrenome. Destes, sete foram mais tarde condecorados com a Cruz de Cavaleiro da Cruz de Ferro com Folhas de Carvalho e quatro com a Cruz de Cavaleiro da Cruz de Ferro com Folhas de Carvalho e Espadas; sete condecorações foram feitas de maneiro póstuma. Foram condecorados 52 membros do Heer, 21 da Luftwaffe, seis da Kriegsmarine e três da Waffen-SS.
| Nome                               | Serviço      | Patente                    | Ocupação e unidade                                                       | Data de condecoração    | Notas                                                                         | Imagem |
| ---------------------------------- | ------------ | -------------------------- | ------------------------------------------------------------------------ | ----------------------- | ----------------------------------------------------------------------------- | ------ |
| Eduard Obergethmann                | Luftwaffe    | Oberstleutnant             | Comandante do Flak-Regiment 99 (motorizado)                              | 24 de janeiro de 1943   | —                                                                             | —      |
| Hans Oberhofer                     | Heer         | Hauptmann                  | Chief de Companhia do II./Jäger-Regiment 25 (L)                          | 23 de março de 1945*    | Morreu devido a ferimentos no dia 20 de fevereiro de 1945                     | —      |
| Karl Oberkircher                   | Heer         | Oberjäger                  | Líder de Grupo no 6./Gebirgsjäger-Regiment 218                           | 12 de outubro de 1943   | —                                                                             | —      |
| Werner Oberländer                  | Luftwaffe    | Oberleutnant               | Piloto no 2./Kampfgeschwader 55                                          | 24 de março de 1943     | —                                                                             | —      |
| Walther Oberloskamp                | Heer         | Leutnant da reserva        | Líder de pelotão no 3./Sturmgeschütz-Abteilung 667                       | 10 de maio de 1943      | —                                                                             | —      |
| Dr. jur. Fritz Graf von Oberndorff | Heer         | Major da reserva           | Comandante do Aufklärungs-Abteilung 34                                   | 25 de agosto de 1941    | —                                                                             | —      |
| Herbert Oberweg                    | Luftwaffe    | Oberfähnrich               | Observador no 11.(H)/Aufklärungs-Gruppe 13                               | 8 de agosto de 1944     | —                                                                             | —      |
| Erich Oberwöhrmann                 | Heer         | Hauptmann                  | Líder do Panzer-Abteilung "Feldherrnhalle"                               | 7 de fevereiro de 1944  | —                                                                             | —      |
| Friedrich Obleser                  | Luftwaffe    | Leutnant                   | Staffelführer do 8./Jagdgeschwader 52                                    | 23 de março de 1944     | —                                                                             | —      |
| Alois Obschil                      | Waffen-SS    | SS-Obersturmführer         | Líder do 2./Grenadier-Regiment 1126                                      | 28 de março de 1945     | —                                                                             | —      |
| Walter Obst                        | Heer         | Leutnant                   | Líder do 4./Panzergrenadier-Regiment 66                                  | 30 de novembro de 1943* | Morreu devido a ferimentos no dia 10 de outubro de 1943                       | —      |
| Hans von Obstfelder+               | Heer         | General der Infanterie     | Comandante geral do XXIX. Armeekorps                                     | 27 de julho de 1941     | 251. Folhas de Carvalho 7 de junho de 1943 110. Espadas 5 de novembro de 1944 |        |
| Wolfgang von Obstfelder+           | Heer         | Hauptmann                  | Comandante do schwere Panzer-Jäger-Abteilung 346                         | 10 de setembro de 1944  | (858.) Folhas de Carvalho 30 de abril de 1945                                 | —      |
| Heinrich Ochs+                     | Heer         | Oberfeldwebel              | Líder de pelotão no 1./Panzer-Jäger-Abteilung 101                        | 2 de junho de 1943      | 360. Folhas de Carvalho 30 de dezembro de 1943                                | —      |
| Willifrank Ochsner                 | Heer         | Oberst                     | Comandante do 31. Infanterie-Division                                    | 18 de janeiro de 1944   | —                                                                             | —      |
| Heinrich Ochßner                   | Heer         | Major                      | Comandante do Divisions-Füsilier-Bataillon 132                           | 19 de agosto de 1944    | —                                                                             | —      |
| Job Odebrecht                      | Luftwaffe    | General der Flakartillerie | Comandante geral do II. Flakkorps (motorizado)                           | 5 de setembro de 1944   | —                                                                             |        |
| Wilhelm Odenhardt                  | Luftwaffe    | Oberfeldwebel              | Observador no 4./Kampfgeschwader 4 "General Wever"                       | 29 de outubro de 1944   | —                                                                             | —      |
| Erich Oeckel                       | Heer         | Oberleutnant               | Chief do 5./Schützen-Regiment 4                                          | 24 de junho de 1940     | —                                                                             | —      |
| Heinz Oehl                         | Heer         | Leutnant                   | Líder do 1./Grenadier-Regiment 62                                        | 25 de julho de 1943*    | Morto em combate 5 de julho de 1943                                           | —      |
| Dr. Hermann Oehmichen              | Heer         | Oberstleutnant             | Líder do Kampfgruppe "Oehmichen"                                         | 27 de dezembro de 1942  | —                                                                             | —      |
| Victor Oehrn                       | Kriegsmarine | Kapitänleutnant            | Comandante do U-37                                                       | 21 de outubro de 1940   | —                                                                             | —      |
| Johann-Peter Oekenpöhler           | Luftwaffe    | Oberfeldwebel              | Piloto no 8./Kampfgeschwader 27 "Boelcke"                                | 2 de junho de 1943      | —                                                                             | —      |
| Heinrich Oelker                    | Heer         | Hauptmann                  | Líder do Divisions-Füsilier-Bataillon 21 (L)                             | 26 de março de 1944     | —                                                                             | —      |
| Karl Oepke                         | Heer         | Hauptmann                  | Chief do 6./Artillerie-Regiment 12                                       | 16 de abril de 1944     | —                                                                             | —      |
| Walter Oesau+                      | Luftwaffe    | Hauptmann                  | Staffelkapitän do 7./Jagdgeschwader 51                                   | 20 de agosto de 1940    | 9. Folhas de Carvalho 6 de fevereiro de 1941 3. Espadas 15 de julho de 1941   | —      |
| Jürgen Oesten                      | Kriegsmarine | Kapitänleutnant            | Comandante do U-106                                                      | 26 de março de 1941     | —                                                                             | —      |
| Albert Oesterlin                   | Kriegsmarine | Kapitänleutnant da reserva | Chief do Küstenschutzflottille "Attika"                                  | 9 de junho de 1944*     | Killed in aerial bombardment 22 de janeiro de 1944                            | —      |
| Karl Österreicher                  | Heer         | Gefreiter                  | Machine artilheiro do 11./Grenadier-Regiment 186                         | 18 de dezembro de 1942  | —                                                                             | —      |
| Karl-Heinz Oesterwitz+             | Heer         | Oberleutnant               | Chief do 7./Bau-Lehr-Regiment z.b.V. 800 "Brandenburg"                   | 30 de abril de 1943     | 734. Folhas de Carvalho 10 de fevereiro de 1945                               | —      |
| Heinrich Ofenloch                  | Heer         | Unteroffizier              | Líder de Grupo no 1./Pionier-Bataillon 323                               | 12 de julho de 1943     | —                                                                             | —      |
| Karl Offschany                     | Heer         | Feldwebel                  | Líder de pelotão no 9./Infanterie-Regiment 191                           | 7 de março de 1941      | —                                                                             | —      |
| Walter Ohlrogge                    | Luftwaffe    | Feldwebel                  | Piloto no 5./Jagdgeschwader 3                                            | 4 de novembro de 1941   | —                                                                             | —      |
| Walter Ohmsen                      | Kriegsmarine | Oberleutnant (M.A.)        | Chief do Marinebatterie Marcouf (Marine-Artillerie-Abteilung 260)        | 14 de junho de 1944     | —                                                                             |        |
| Horst Ohrloff                      | Heer         | Oberleutnant               | Chief do 11./Panzer-Regiment 25                                          | 27 de julho de 1941     | —                                                                             | —      |
| Wilhelm Okrent                     | Heer         | Obergefreiter              | Richtkanonier (artilheiro) do 4./Panzer-Artillerie-Regiment 116          | 2 de abril de 1943      | —                                                                             | —      |
| Erich Olboeter                     | Waffen-SS    | SS-Sturmbannführer         | Comandante do III.(gepanzert)/Panzergrenadier-Regiment 26 "Hitlerjugend" | 28 de julho de 1944     | —                                                                             | —      |
| Friedrich Olbricht?                | Heer         | Generalleutnant            | Comandante do 24. Infanterie-Division                                    | 27 de outubro de 1943   | —                                                                             |        |
| Robert Olejnik                     | Luftwaffe    | Oberleutnant               | Staffelkapitän do 4./Jagdgeschwader 1                                    | 27 de julho de 1941     | —                                                                             | —      |
| Herbert Oll                        | Heer         | Hauptmann                  | Comandante do I./Artillerie-Regiment 78                                  | 23 de agosto de 1941    | —                                                                             | —      |
| Georg Olschewski                   | Kriegsmarine | Oberleutnant (Ing.)        | Chief engineer on U-66                                                   | 23 de abril de 1944     | —                                                                             | —      |
| Emil Omert                         | Luftwaffe    | Leutnant                   | Piloto no III./Jagdgeschwader 77                                         | 19 de março de 1942     | —                                                                             | —      |
| Leon von Ondarza                   | Heer         | Oberst                     | Comandante do Panzer-Artillerie-Regiment 2                               | 2 de setembro de 1944   | —                                                                             | —      |
| Hermann Opdenhoff                  | Kriegsmarine | Oberleutnant zur See       | Commander Schnellboot S-31 do 2. Schnellbootflottille                    | 16 de maio de 1940      | —                                                                             | —      |
| Heinz-Eberhard Opitz               | Heer         | Oberstleutnant             | Comandante do Grenadier-Regiment 911                                     | 11 de março de 1945     | —                                                                             | —      |
| Hermann von Oppeln-Bronikowski+    | Heer         | Oberst                     | Comandante do Panzer-Regiment 204                                        | 1 de janeiro de 1943    | 536. Folhas de Carvalho 28 de julho de 1944 142. Espadas 17 de abril de 1945  |        |
| Kurt Oppenländer                   | Heer         | Generalmajor               | Comandante do 305. Infanterie-Division                                   | 25 de julho de 1942     | —                                                                             | —      |
| Walter Oppermann                   | Heer         | Feldwebel                  | Líder de pelotão no 7./Jäger-Regiment 38                                 | 5 de maio de 1943*      | Morreu devido a ferimentos no dia 20 de março de 1943                         | —      |
| Egon Orinschnig                    | Heer         | Oberleutnant               | Chief do 10./Infanterie-Regiment 266                                     | 13 de junho de 1941     | —                                                                             | —      |
| Ralph Graf von Oriola              | Heer         | Generalleutnant            | Comandante do 299. Infanterie-Division                                   | 23 de dezembro de 1943  | —                                                                             | —      |
| Helmuth Orlowski                   | Luftwaffe    | Major                      | Gruppenkommandeur do Fernaufklärungs-Gruppe 122                          | 19 de setembro de 1943  | —                                                                             | —      |
| Heinrich Orth                      | Luftwaffe    | Oberfeldwebel              | Líder de pelotão no 4./Fallschirmjäger-Sturm-Regiment                    | 18 de março de 1942*    | Morto em combate 10 de março de 1942                                          | —      |
| Karl Orth                          | Heer         | Grenadier                  | do 13./Grenadier-Regiment 453                                            | 3 de março de 1944      | —                                                                             | —      |
| Alfons Orthofer                    | Luftwaffe    | Hauptmann                  | Gruppenkommandeur do II./Sturzkampfgeschwader 77                         | 23 de novembro de 1941  | —                                                                             | —      |
| Karl Ortlieb                       | Heer         | Oberstleutnant             | Comandante do Grenadier-Regiment 754                                     | 10 de setembro de 1944  | —                                                                             | —      |
| Ernst Orzegowski                   | Luftwaffe    | Fahnenjunker-Feldwebel     | Piloto no 7./Schlachtgeschwader 10                                       | 14 de janeiro de 1945   | —                                                                             | —      |
| Theodor Ossege                     | Heer         | Oberjäger                  | Líder de Grupo no 1./Jäger-Regiment 56                                   | 5 de setembro de 1944*  | Morto em combate 29 de julho de 1944                                          | —      |
| Werner Ostendorff+                 | Waffen-SS    | SS-Obersturmbannführer     | Ia (Oficial de operações) da SS-Division "Das Reich"                     | 13 de setembro de 1941  | (861) Folhas de Carvalho 6 de maio de 1945                                    |        |
| Dieter Oster                       | Luftwaffe    | Oberleutnant               | Chief do 2./Flak-Regiment 8 (motorizado)                                 | 9 de dezembro de 1942   | —                                                                             | —      |
| Wilhelm Osterhold+                 | Heer         | Major                      | Comandante do III./Füsilier-Regiment 27                                  | 26 de março de 1944     | 732. Folhas de Carvalho 10 de fevereiro de 1945                               | —      |
| Theodor Osterkamp                  | Luftwaffe    | Generalmajor               | Jagdfliegerführer of Luftflotte 2                                        | 22 de agosto de 1940    | —                                                                             |        |
| Felix Ostermann                    | Heer         | Hauptmann                  | Líder do Divisions-Bataillon 260                                         | 26 de agosto de 1943    | —                                                                             | —      |
| Max-Hellmuth Ostermann+            | Luftwaffe    | Leutnant                   | Piloto no 7./Jagdgeschwader 54                                           | 4 de setembro de 1941   | 81. Folhas de Carvalho 12 de março de 1942 10. Espadas 17 de maio de 1942     | —      |
| Hans-Arno Ostermeier+              | Heer         | Hauptmann da reserva       | Líder do a Kampfgruppe do Panzergrenadier-Division "Feldherrenhalle"     | 23 de agosto de 1944    | 834. Folhas de Carvalho 15 de abril de 1945                                   | —      |
| Franz Oswald                       | Luftwaffe    | Hauptmann                  | Staffelkapitän do 13.(Panzer)/Schlachtgeschwader 9                       | 24 de outubro de 1944   | —                                                                             | —      |
| Oskar Otolski                      | Luftwaffe    | Major                      | Gruppenkommandeur of (Fern)Aufklärungs-Gruppe 2                          | 30 de setembro de 1944  | —                                                                             | —      |
| Eugen Ott                          | Heer         | General der Infanterie     | Comandante geral do LII. Armeekorps                                      | 25 de dezembro de 1942  | —                                                                             | —      |
| Heinz Ott?                         | Heer         | Oberwachtmeister           | Líder de pelotão no 12./Panzer-Regiment 24                               | 9 de maio de 1945       | —                                                                             | —      |
| Helmuth Ott                        | Heer         | Oberleutnant da reserva    | Chief do 3./Grenadier-Regiment 97                                        | 16 de novembro de 1943  | —                                                                             | —      |
| Joachim Ott                        | Heer         | Hauptmann da reserva       | Líder do I./Jäger-Regiment 28                                            | 28 de outubro de 1944   | —                                                                             | —      |
| Rudolf Ott                         | Heer         | Oberst                     | Comandante do Jäger-Regiment 56                                          | 28 de fevereiro de 1945 | —                                                                             | —      |
| Norbert Ottawa                     | Heer         | Hauptmann da reserva       | Chief do 1./Füsilier-Regiment 22                                         | 7 de setembro de 1943   | —                                                                             | —      |
| Albrecht Otte                      | Heer         | Oberleutnant               | Chief do 2./Panzer-Pionier-Bataillon 32                                  | 28 de abril de 1945     | —                                                                             | —      |
| Friedrich-Wilhelm Otte             | Heer         | Oberst                     | Comandante do Jäger-Regiment 207                                         | 13 de novembro de 1942  | —                                                                             | —      |
| Dr. jur. Maximilian Otte+          | Luftwaffe    | Oberleutnant               | Piloto no 9./Sturzkampfgeschwader 2 "Immelmann"                          | 5 de abril de 1942      | 433. Folhas de Carvalho 24 de março de 1944                                   | —      |
| Otto-Ernst Ottenbacher             | Heer         | Generalleutnant            | Comandante do 36. Infanterie-Division (motorizado)                       | 13 de agosto de 1941    | —                                                                             | —      |
| Ernst Otto                         | Heer         | Hauptmann                  | Líder do II./Grenadier-Regiment 454                                      | 10 de fevereiro de 1943 | —                                                                             | —      |
| Rudolf Otto                        | Heer         | Unteroffizier              | Líder de Grupo no 6./Grenadier-Regiment 529                              | 15 de maio de 1944      | —                                                                             | —      |
| Werner Otto                        | Heer         | Unteroffizier              | Líder de Grupo no 2./Grenadier-Regiment 529                              | 6 de abril de 1944      | —                                                                             | —      |
| Karl von Oven                      | Heer         | Generalleutnant            | Comandante do 56. Infanterie-Division                                    | 9 de janeiro de 1942    | —                                                                             | —      |
| Theo Overhagen                     | Heer         | Feldwebel                  | Líder de pelotão no 9./Panzergrenadier-Regiment 9                        | 1 de janeiro de 1944    | —                                                                             | —      |
| Gerold Overhoff                    | Heer         | Oberleutnant               | Chief do 1./Grenadier-Regiment 11 (motorizado)                           | 10 de dezembro de 1942  | —                                                                             | —      |